# Штекборн
Штекборн (нем. Steckborn) — коммуна в Швейцарии, находится в кантоне Тургау.
С 2011 года входит в состав округа Фрауэнфельд (ранее была центром округа Штекборн). Население составляет 3435 человек (на 31 декабря 2007 года). Официальный код — 4864.